# Jeepers Creepers
Jeepers Creepers är en amerikansk skräckfilm från 2001 i regi av Victor Salva, med Gina Philips, Justin Long, Jonathan Breck och Patricia Belcher i rollerna. Uppföljaren Jeepers Creepers 2 kom 2003.

## Handling
Syskonen Trish och Darry är på väg hem från college över ett lov. I den ljumna sommarkvällen blir de plötsligt omkörda av en skräckinjagande gammal bil och tvingas av vägen. Både Trish och Darry registrerar den udda nummerplåten "BEATINGU".
Under den fortsatta bilfärden genom det ödsliga landskapet får de återigen syn på bilen samt en mystisk figur som rör sig i skuggorna runt en övergiven gammal kyrka. De ser hur figuren dumpar något på bakgården, rakt ner i ett gigantiskt rör.
Trots Trishs desperata motvilja bestämmer sig Darry för att ta sig en närmare titt. Deras nyfikenhet leder dem rakt in i en mardröm värre än de någonsin kunnat föreställa sig.

## Rollista
| Gina Philips          | – Patricia 'Trish' Jenner |
| Justin Long           | – Darry Jenner            |
| Jonathan Breck        | – The Creeper             |
| Patricia Belcher      | – Jezelle Gay Hartman     |
| Eileen Brennan        | – The Cat Lady            |
| Brandon Smith         | – Sgt. David Tubbs        |
| Peggy Sheffield       | – Waitress Beverly        |
| Jeffrey William Evans | – Restaurant Manager      |
| Patrick Cherry        | – Binky Plutzker          |
| Jon Beshara           | – Officer Robert Gideon   |
| Avis-Marie Barnes     | – Officer Natasha Weston  |